# 北村雅良
北村 雅良（きたむら まさよし、1947年5月11日 - ）は、日本の経営者。電源開発社長、会長を務めた。

## 来歴・人物
長野県出身。1972年に東京大学経済学部経済学科を卒業し、同年に電源開発に入社した。2001年6月に取締役に就任し、2004年6月に常務、2007年6月に副社長を経て、2009年6月に社長に就任。2016年6月から2020年6月までに会長を務めた。
2025年4月に旭日重光章を受章した。